# أقاليم الجن (رواية)
أقاليم الجن هي رواية للكاتب السوري سليم بركات صدرت في عام 2016 من قبل المؤسسة العربية للدراسات والنشر.

## عن الرواية
يحاول الأديب السوري من خلال هذه الرواية طرق أبواب الخرافات والمعتقدات المقديمة لدى الإنسان والتي انتشرت عند الإنسان العربي بصورة كبيرة نسبيا .
تبدأ الرواية بإطلاق صوت البوق في إقليم زينافيري، حيث يبدأ المحاربون بالتجمع، لتبدأ بعدها معالم عالم الجن بالتوضح أكثر -تعاليمهم وطقوسهم وطريقة تناسلهم...-
حيث يبتكر الكاتب كائناتٍ مختلفة الشكل عن البشر ففي قسمها العلوي هي إنسان وفي السفلي جراد ، وبعد أن يتعرف القارئ على هذه المخلوقات تأتِ طفلة إنسية وجدها محاربو زينافيري على تخوم الإقليم والمدعوة هايكاهيكسين، من هذه النقطة تبدأ الفكرة الأساسية للرواية حيث يبدو عالم الجن هو العالم الأساسي وعالم البشر هو العالم الدخيل عليه.